# Chłopowo (Myślibórz)
Chłopowo (deutsch Herrendorf, vormals Herrndorf) ist ein Dorf in der Stadt- und Landgemeinde Myślibórz (Soldin) im Powiat Myśliborski der Woiwodschaft Westpommern in Polen.

## Geographische Lage
Das Dorf liegt in der Neumark, elf Kilometer südwestlich der Stadt Myślibórz (Soldin).

## Geschichte

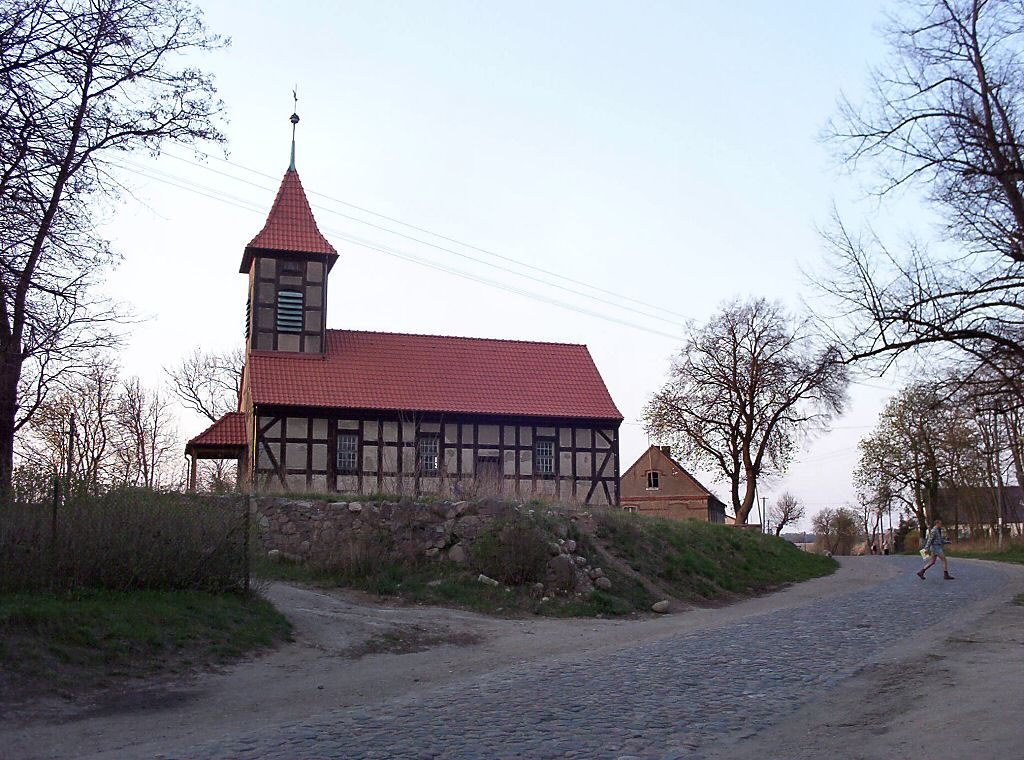
Dorfkirche (bis 1945 evangelisch)

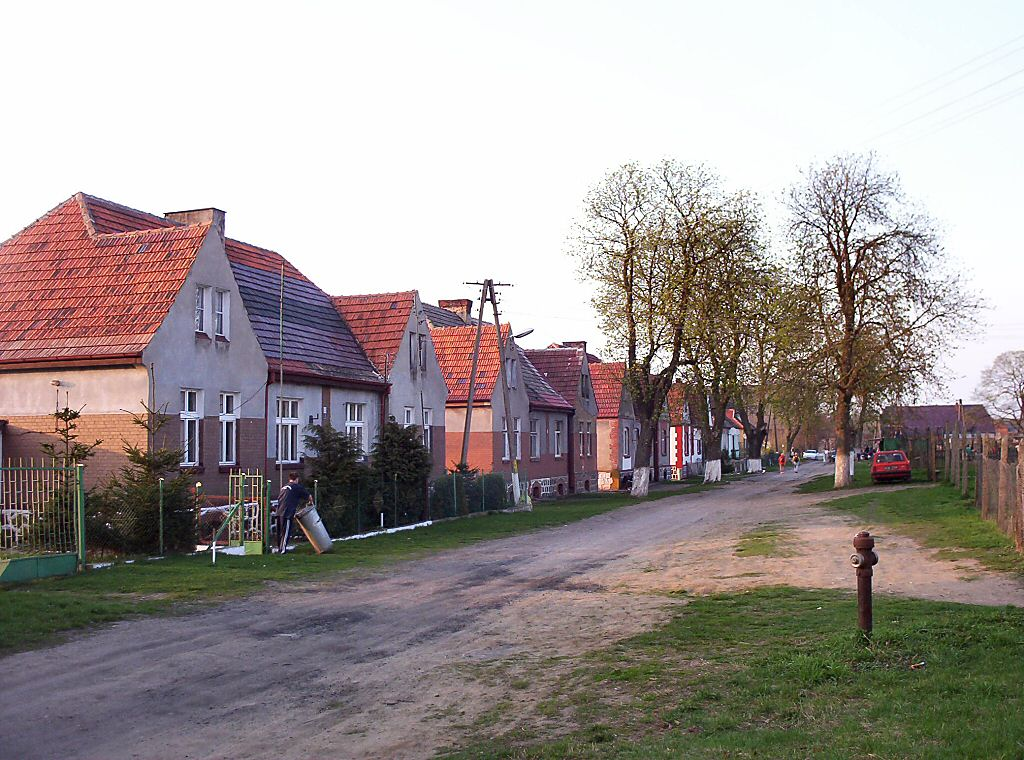
Dorfstraße (Aufnahme 2005)

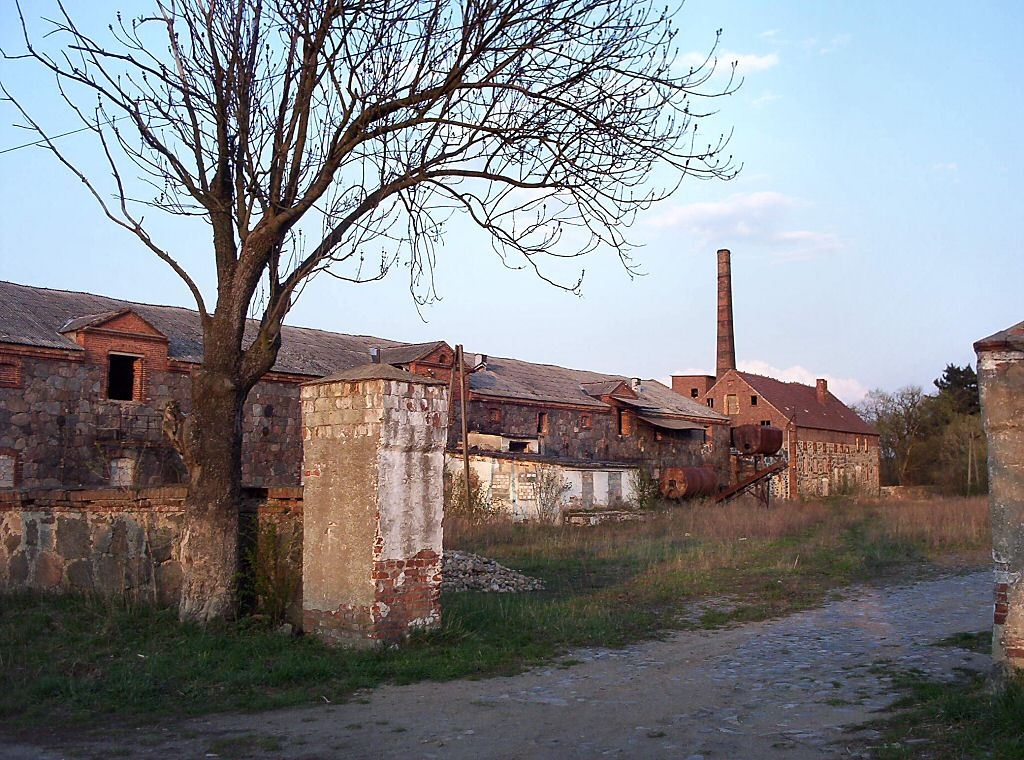
Ruine des Vorwerks

Im Jahre 1337 wurde Herendorp als Ort mit einer Größe von 40 Hufen erwähnt. Besitzer war damals Martin von Goltitz, dessen Familie im 14. Jahrhundert in der Neumark zusätzlich Besitz erwarb. In dieser Zeit gehörte Herrendorf zum Land Schildberg. Im 17. und 18. Jahrhundert war eine Familie von Damnitz Besitzerin des Dorfes, später noch die Familie von Hartmann, die es an eine Familie Spies veräußerte. Es folgten die Familien Karbe. Seit 1846 befand sich das Gut im Besitz des Majors a. D. Baron von Vaerst. Im Jahre 1850 hatte das Gut eine Größe von 1.268 ha, davon 600 ha Wald, einschließlich des Vorwerks Carolinshof. 1914 war das inzwischen 1599 ha große Rittergut Eigentum der „Zeche Mathias Stinnes“ in Essen, danach ab 1929 der „Nordischen Holzhandels GmbH., Essen“.
Das kleine an der südwestlichen Grenze des Kreises Soldin gelegene Dorf gehörte bis 1816 zum Kreis Königsberg (Neumark). Im Jahre 1874 wurde es in den neu errichteten Amtsbezirk Rostin (heute polnisch: Rościn) im Kreis Soldin im Regierungsbezirk Frankfurt der preußischen Provinz Brandenburg eingegliedert, zu dem es bis 1945 gehörte. Herrendorf selbst war Sitz eines Standesamtes.
Im Jahre 1910 gehörten 227 Menschen zum Gutsbezirk Herrendorf und 47 zum Dorf Herrendorf. Ihre Zahl stieg bis 1933 auf 295 und belief sich 1939 auf dieselbe Höhe.
Im Jahr 1945 gehörte Herrendorf zum Landkreis Soldin im Regierungsbezirk Frankfurt der Provinz Brandenburg des Deutschen Reichs.
Gegen Ende des Zweiten Weltkriegs wurde die Region mit Herrendorf im Frühjahr 1945 von der Roten Armee besetzt und im Sommer 1945 mit dem Kreis Soldin von der sowjetischen Besatzungsmacht gemäß dem Potsdamer Abkommen unter polnische Verwaltung gestellt. Die polnische Ortsbezeichnung Chłopowo wurde eingeführt. Soweit die deutschen Einwohner des Dorfs nicht geflohen waren, wurden sie in der Folgezeit größtenteils von der örtlichen polnischen Verwaltungsbehörde aus Herrendorf vertrieben.
Heute ist das Dorf eine Ortschaft im Verbund der Stadt- und Landgemeinde Myślibórz im gleichnamigen Powiat innerhalb der Woiwodschaft Westpommern. Zwischen 1975 und 1998 gehörte das Dorf zur Woiwodschaft Gorzów (Landsberg an der Warthe).

## Demographie
| Jahr | Einwohner | Anmerkungen                                        |
| ---- | --------- | -------------------------------------------------- |
| 1816 | 117       | davon 108 Einwohner im Dorf und neun beim Teerofen |
| 1840 | 150       | [ 6 ]                                              |
| 1852 | 250       | [ 7 ]                                              |
| 1858 | 258       | [ 2 ]                                              |
| 1933 | 295       | [ 8 ]                                              |
| 1939 | 295       | [ 8 ]                                              |

## Kirche

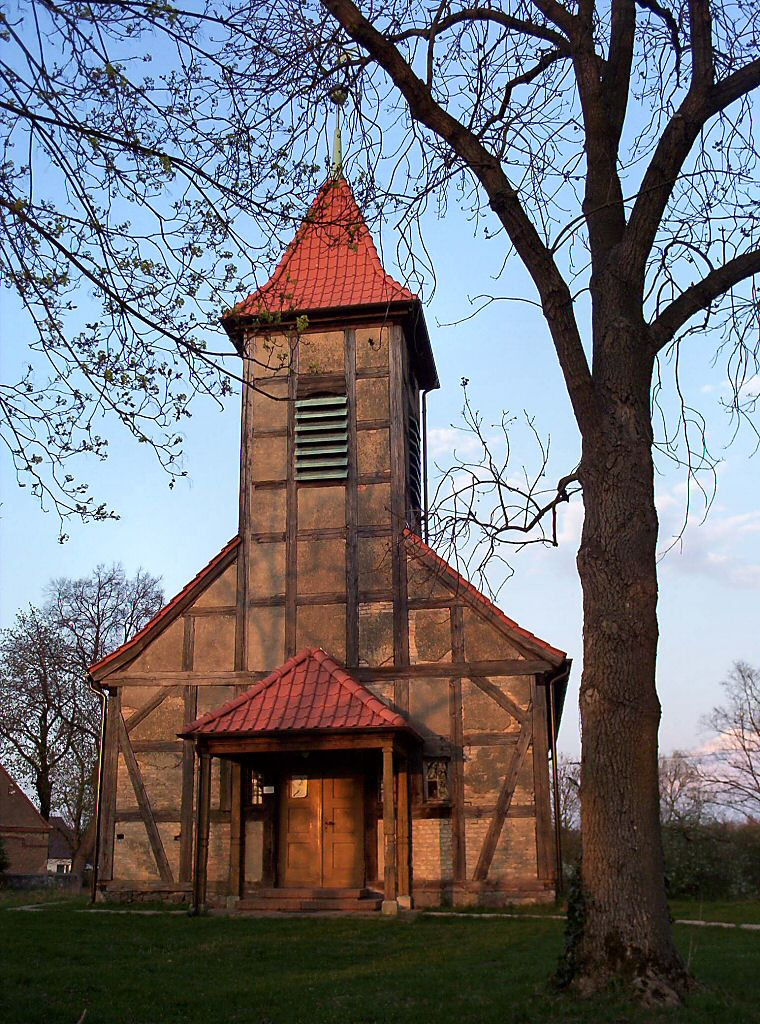
Eingangsseite der Dorfkirche (Aufnahme 2005)

Vor 1945 war die überwiegende Mehrheit der Einwohner Herrendorfs evangelischer Konfession. Das Dorf war Pfarrsitz und gehörte zum Kirchenkreis Soldin innerhalb der Kirchenprovinz Brandenburg der Kirche der Altpreußischen Union. Die wenigen katholischen Kirchenglieder waren in die Pfarrgemeinde Soldin eingegliedert.
Seit 1945 gibt es in Chłopowo nur noch wenige evangelische Gemeindeglieder. Ihre bisherige Kirche ist nun Gotteshaus der weitaus zahlreicheren Katholiken. Es ist jetzt eine Filialkirche der Pfarrei Różańsko (Rosental) im Dekanat Dębno (Neudamm) im Erzbistum Stettin-Cammin der Katholischen Kirche in Polen. Die hier lebenden evangelischen Kirchenglieder gehören zur Pfarrei in Gorzów Wielkopolski (Landsberg an der Warthe) in der Diözese Breslau der Evangelisch-Augsburgischen Kirche in Polen.

## Verkehr
Die Ortschaft ist auf Nebenstraßen und Landwegen über Rościn (Rostin) und Pniów (Pinnow) zu erreichen.
Eine Bahnanbindung besteht nicht.